# Плано (Трогир)
Плано је насељено место у саставу града Трогира, Сплитско-далматинска жупанија, Република Хрватска.

## Историја
До територијалне реорганизације у Хрватској налазило се у саставу старе општине Трогир.

## Становништво
На попису становништва 2011. године, Плано је имало 553 становника.
| Број становника по пописима | Број становника по пописима | Број становника по пописима | Број становника по пописима | Број становника по пописима | Број становника по пописима | Број становника по пописима | Број становника по пописима | Број становника по пописима | Број становника по пописима | Број становника по пописима | Број становника по пописима | Број становника по пописима | Број становника по пописима | Број становника по пописима | Број становника по пописима |
| --------------------------- | --------------------------- | --------------------------- | --------------------------- | --------------------------- | --------------------------- | --------------------------- | --------------------------- | --------------------------- | --------------------------- | --------------------------- | --------------------------- | --------------------------- | --------------------------- | --------------------------- | --------------------------- |
| 1857                        | 1869                        | 1880                        | 1890                        | 1900                        | 1910                        | 1921                        | 1931                        | 1948                        | 1953                        | 1961                        | 1971                        | 1981                        | 1991                        | 2001                        | 2011                        |
| 0                           | 0                           | 0                           | 0                           | 0                           | 0                           | 0                           | 0                           | 178                         | 178                         | 183                         | 210                         | 276                         | 281                         | 417                         | 553                         |

Напомена: Од 1948. исказује се као насеље. Те године исказано је под именом Плано Трогир.

### Попис1991.
На попису становништва 1991. године, насељено место Плано је имало 281 становника, следећег националног састава:
| Попис 1991.‍  | Попис 1991.‍  | Попис 1991.‍ | Попис 1991.‍ | Попис 1991.‍ |
| ------------ | ------------ | ----------- | ----------- | ----------- |
|              |              |             |             |             |
| Хрвати       | Хрвати       |             | 259         | 92,17%      |
| Југословени  | Југословени  |             | 6           | 2,13%       |
| Муслимани    | Муслимани    |             | 6           | 2,13%       |
| Словенци     | Словенци     |             | 3           | 1,06%       |
| Срби         | Срби         |             | 2           | 0,71%       |
| неопредељени | неопредељени |             | 1           | 0,35%       |
| непознато    | непознато    |             | 4           | 1,42%       |
| укупно: 281  |              |             |             |             |